# Nick Nostro
Nicola Nostro (Gioia Tauro, Calábria, 21 de abril de 1931), foi um diretor cinematográfico italiano.

## Biografia
Após um aprendizado como auxiliar de direção, estreia na função principal, em 1962, com o filme Il sangue e la sfida.

## Como diretor e cinegrafista
- Il sangue e la sfida (1962)
- La cieca di Sorrento (1963)
- Il trionfo dei dieci gladiatori (1964)
- Gli invencibili dieci gladiatori (1964)
- Asso di picche operazione controspionaggio (1966)
- Uno dopo l'altro (1969)

## Como diretor
- Un dólar de fuego (1966)
- Tre notti violente (1966)
- Superargo contro Diabolikus (1966)
- Grazie zio, ci provo anch'io (1971)

## Como auxiliar de direção
- La zia d'America va a sciare, direção de Roberto Bianchi Montero (1957)
- La Pica sul Pacifico, direção de Roberto Bianchi Montero (1959)
- Fantasmi e ladri, direção de Giorgio Simonelli (1959)
- Un dollaro di fifa, direção de Giorgio Simonelli (1960)
- I baccanali di Tiberio, direção de Giorgio Simonelli (1960)
- Noi siamo due evasi, direção de Giorgio Simonelli (1960)
- I tre nemici, direção de Giorgio Simonelli (1962)
- Due samurai per cento geishe, direção de Giorgio Simonelli (1962)